# Vlaamse Raad (samenstelling 1988-1991)
Dit is de lijst van de leden van de Vlaamse Raad in de legislatuur 1988-1991. De Vlaamse Raad was de voorloper van het Vlaams Parlement en werd nog niet rechtstreeks verkozen.
De legislatuur 1988-1991 telde 186 leden. Dit waren de 124 leden van de Nederlandse taalgroep uit de Kamer van volksvertegenwoordigers verkozen bij de verkiezingen van 13 december 1987 en de 62 rechtstreeks gekozen leden van de Nederlandse taalgroep uit de Belgische Senaat, eveneens verkozen op 13 december 1987.
De legislatuur ging van start op 2 februari 1988 en eindigde op 16 oktober 1991.
De Vlaamse Raad controleerde die legislatuur de werking van de Vlaamse regering-Geens III (februari - oktober 1988) en de regering-Geens IV (oktober 1988 - januari 1992). Geens III steunde op een meerderheid van CVP en PVV en Geens IV was proportioneel samengesteld uit CVP, SP, PVV  en de Volksunie. De oppositiepartijen zijn dus SP (tot oktober 1988), Volksunie (tot oktober 1988), Agalev en Vlaams Blok en vanaf oktober 1988 in feite ook PVV, omdat deze partij de regeringsverklaring van de regering-Geens IV weigerde goed te keuren.

## Samenstelling
| Begin legislatuur (1988) | Begin legislatuur (1988) | Begin legislatuur (1988) | Einde legislatuur (1991) | Einde legislatuur (1991) | Einde legislatuur (1991) |
| Fractie                  | Fractie                  | Zetels                   | Fractie                  | Fractie                  | Zetels                   |
| ------------------------ | ------------------------ | ------------------------ | ------------------------ | ------------------------ | ------------------------ |
|                          | CVP                      | 65                       |                          | CVP                      | 65                       |
|                          | SP                       | 49                       |                          | SP                       | 47                       |
|                          | PVV                      | 36                       |                          | PVV                      | 36                       |
|                          | Volksunie                | 24                       |                          | Volksunie                | 24                       |
|                          | Agalev                   | 9                        |                          | Agalev                   | 9                        |
|                          | Vlaams Blok              | 3                        |                          | Vlaams Blok              | 3                        |
|                          |                          |                          |                          | Onafhankelijk            | 2                        |

Wijzigingen in fractiesamenstelling:
- In 1989 stapt Victor Vanderheyden (SP) uit zijn partij en zetelt vanaf dan als onafhankelijke.
- In 1990 stapt Alfons Laridon (SP) uit zijn partij en zetelt vanaf dan als onafhankelijke.

## Lijst van de parlementsleden
| Volksvertegenwoordiger         | Partij      | Kieskring                 | Opmerkingen |
| ------------------------------ | ----------- | ------------------------- | --- |
| Jos Ansoms                     | CVP         | Antwerpen                 | |
| Georges Beerden                | CVP         | Hasselt-Tongeren-Maaseik  | |
| Félicien Bosmans               | CVP         | Brussel                   | |
| Jos Bosmans                    | CVP         | Leuven                    | |
| André Bourgeois                | CVP         | Roeselare-Tielt           | |
| Paul Breyne                    | CVP         | Kortrijk-Ieper            | |
| Frans Cauwenberghs             | CVP         | Antwerpen                 | |
| Daniël Coens                   | CVP         | Brugge                    | |
| Jean-Luc Dehaene               | CVP         | Brussel                   | |
| Paul De Keersmaeker            | CVP         | Brussel                   | |
| Wivina Demeester               | CVP         | Antwerpen                 | |
| Johan De Roo                   | CVP         | Gent-Eeklo                | |
| Emmanuel Desutter              | CVP         | Brugge                    | |
| Luc Dhoore                     | CVP         | Hasselt-Tongeren-Maaseik  | |
| Jos Dupré                      | CVP         | Mechelen-Turnhout         | |
| Mark Eyskens                   | CVP         | Leuven                    | |
| Paul Hermans                   | CVP         | Mechelen-Turnhout         | |
| Theo Kelchtermans              | CVP         | Hasselt-Tongeren-Maaseik  | |
| Mimi Kestelijn-Sierens         | CVP         | Brugge                    | |
| Jan Lenssens                   | CVP         | Dendermonde-Sint-Niklaas  | |
| Annie Leysen                   | CVP         | Mechelen-Turnhout         | |
| Cyriel Marchand                | CVP         | Veurne-Diksmuide-Oostende | |
| Wilfried Martens               | CVP         | Gent-Eeklo                | |
| Trees Merckx-Van Goey          | CVP         | Leuven                    | |
| Chris Moors                    | CVP         | Hasselt-Tongeren-Maaseik  | Secretaris. |
| Lisette Nelis-Van Liedekerke   | CVP         | Oudenaarde-Aalst          | |
| Marc Olivier                   | CVP         | Kortrijk-Ieper            | Ondervoorzitter. |
| Freddy Sarens                  | CVP         | Mechelen-Turnhout         | |
| Miet Smet                      | CVP         | Dendermonde-Sint-Niklaas  | |
| Stefaan De Clerck              | CVP         | Kortrijk-Ieper            | Vervangt vanaf 16 oktober 1990 Antoon Steverlynck, die op pensioen gaat. Steverlynck was tot 25 januari 1989 voorzitter van de commissie Buitenlandse en Externe Aangelegenheden. |
| Paul Dumez                     | CVP         | Antwerpen                 | Vervangt vanaf 17 oktober 1989 Leo Tindemans, die lid wordt van het Europees Parlement. |
| René Uyttendaele               | CVP         | Dendermonde-Sint-Niklaas  | |
| Edgard Vandebosch              | CVP         | Hasselt-Tongeren-Maaseik  | |
| Luc Van den Brande             | CVP         | Mechelen-Turnhout         | |
| Johan Van Hecke                | CVP         | Gent-Eeklo                | |
| Erik Vankeirsbilck             | CVP         | Roeselare-Tielt           | |
| Jef Van Looy                   | CVP         | Mechelen-Turnhout         | |
| Tony Van Parys                 | CVP         | Gent-Eeklo                | |
| Marc Van Peel                  | CVP         | Antwerpen                 | |
| Hugo Van Rompaey               | CVP         | Mechelen-Turnhout         | Voorzitter van de commissie Cultuur. |
| Eric Van Rompuy                | CVP         | Brussel                   | |
| Hubert Van Wambeke             | CVP         | Oudenaarde-Aalst          | |
| Hugo Weckx                     | CVP         | Brussel                   | |
| Eddy Baldewijns                | SP          | Hasselt-Tongeren-Maaseik  | |
| Aloïs Beckers                  | SP          | Mechelen-Turnhout         | |
| Gilbert Bossuyt                | SP          | Kortrijk-Ieper            | |
| Pierre Chevalier               | SP          | Brugge                    | Voorzitter van de commissie Media van 24 mei tot 18 oktober 1988 en vanaf 6 februari 1990. |
| Willy Claes                    | SP          | Hasselt-Tongeren-Maaseik  | |
| Marcel Colla                   | SP          | Antwerpen                 | |
| Fred Dielens                   | SP          | Brussel                   | Vervangt vanaf 17 oktober 1989 Edgard Coppens, die op pensioen gaat. |
| Norbert De Batselier           | SP          | Dendermonde-Sint-Niklaas  | Ondervoorzitter tot 9 mei 1988. |
| Magda De Meyer                 | SP          | Dendermonde-Sint-Niklaas  | |
| Erik Derycke                   | SP          | Kortrijk-Ieper            | Voorzitter van de commissie Media van 23 november 1988 tot 18 januari 1990. |
| Leona Detiège                  | SP          | Antwerpen                 | |
| Annie Duroi-Vanhelmont         | SP          | Leuven                    | |
| Dirk Van der Maelen            | SP          | Oudenaarde-Aalst          | Vervangt vanaf 17 oktober 1989 Marc Galle, die lid wordt van het Europees Parlement. |
| Marcel Gesquière               | SP          | Veurne-Diksmuide-Oostende | |
| Lode Hancké                    | SP          | Antwerpen                 | Tot 25 januari 1989 voorzitter van de commissie Welzijn en Gezondheid en voorzitter van de SP-fractie vanaf 1 maart 1989. |
| Alfons Laridon                 | SP          | Veurne-Diksmuide-Oostende | Zetelt vanaf 16 oktober 1990 als onafhankelijke. Secretaris tot 18 oktober 1988 en voorzitter van de commissie Onderwijs en Vorming tot 16 oktober 1990. |
| Olga Lefeber                   | SP          | Antwerpen                 | |
| Vic Peuskens                   | SP          | Hasselt-Tongeren-Maaseik  | |
| Jef Sleeckx                    | SP          | Mechelen-Turnhout         | |
| Carlos Lisabeth                | SP          | Gent-Eeklo                | Vervangt vanaf 2 mei 1989 Gilbert Temmerman, die burgemeester van Gent wordt. |
| Jacques Timmermans             | SP          | Oudenaarde-Aalst          | |
| Louis Tobback                  | SP          | Leuven                    | |
| Luc Van den Bossche            | SP          | Gent-Eeklo                | Voorzitter van de commissie Media tot 9 mei 1988. |
| Frank Vandenbroucke            | SP          | Leuven                    | |
| Victor Vanderheyden            | SP          | Brussel                   | Zetelt vanaf 17 oktober 1989 als onafhankelijke. |
| Jean Van der Sande             | SP          | Mechelen-Turnhout         | |
| Marcel Bartholomeeussen        | SP          | Antwerpen                 | Vervangt vanaf 25 januari 1989 Jos Van Elewyck, die schepen van Antwerpen wordt. Van Elewyck was tot 3 januari 1989 voorzitter van de SP-fractie. |
| Leo Peeters                    | SP          | Brussel                   | Vervangt vanaf 25 januari 1989 Karel Van Miert, die toetreedt tot de Europese Commissie. |
| Patrick Hostekint              | SP          | Brussel                   | Vervangt vanaf 15 oktober 1991 Roger Van Steenkiste, die op pensioen gaat. |
| Louis Vanvelthoven             | SP          | Hasselt-Tongeren-Maaseik  | Voorzitter van de commissie Leefmilieu, Landinrichting en Natuurbehoud tot 18 oktober 1988, parlementsvoorzitter vanaf 18 oktober 1988 en voorzitter van de commissie Samenwerking, de commissie Financiën en Begroting en de commissie Algemene Zaken, Reglement en Verzoekschriften vanaf 9 november 1988. |
| Jan Verheyden                  | SP          | Hasselt-Tongeren-Maaseik  | |
| Freddy Willockx                | SP          | Dendermonde-Sint-Niklaas  | |
| Peter Berben                   | PVV         | Hasselt-Tongeren-Maaseik  | |
| Ward Beysen                    | PVV         | Antwerpen                 | |
| Louis Bril                     | PVV         | Roeselare-Tielt           | |
| Willy Cortois                  | PVV         | Brussel                   | |
| Rik Daems                      | PVV         | Leuven                    | |
| Marcel Decoster                | PVV         | Veurne-Diksmuide-Oostende | |
| Herman De Croo                 | PVV         | Oudenaarde-Aalst          | |
| Etienne de Groot               | PVV         | Antwerpen                 | |
| André Denys                    | PVV         | Gent-Eeklo                | Voorzitter van de PVV-fractie. |
| Roland Deswaene                | PVV         | Gent-Eeklo                | |
| Jacques Devolder               | PVV         | Brugge                    | |
| Patrick Dewael                 | PVV         | Hasselt-Tongeren-Maaseik  | |
| Emile Flamant                  | PVV         | Gent-Eeklo                | |
| André Kempinaire               | PVV         | Kortrijk-Ieper            | |
| Marc Mahieu                    | PVV         | Kortrijk-Ieper            | |
| Annemie Neyts                  | PVV         | Brussel                   | |
| Willy Taelman                  | PVV         | Mechelen-Turnhout         | |
| Paul Vandermeulen              | PVV         | Leuven                    | |
| Maurice Vanhoutte              | PVV         | Mechelen-Turnhout         | |
| Dirk Van Mechelen              | PVV         | Antwerpen                 | |
| Willy Van Renterghem           | PVV         | Oudenaarde-Aalst          | |
| Frans Verberckmoes             | PVV         | Dendermonde-Sint-Niklaas  | |
| Guy Verhofstadt                | PVV         | Gent-Eeklo                | |
| Francis Vermeiren              | PVV         | Brussel                   | |
| Alfred Vreven                  | PVV         | Hasselt-Tongeren-Maaseik  | |
| Vic Anciaux                    | Volksunie   | Brussel                   | |
| Frieda Brepoels                | Volksunie   | Hasselt-Tongeren-Maaseik  | |
| Herman Candries                | Volksunie   | Mechelen-Turnhout         | |
| Jan Caudron                    | Volksunie   | Oudenaarde-Aalst          | |
| Hugo Coveliers                 | Volksunie   | Antwerpen                 | |
| Jan Loones                     | Volksunie   | Veurne-Diksmuide-Oostende | Vervangt vanaf 25 januari 1989 Julien Desseyn, die burgemeester van Middelkerke wordt. |
| Jaak Gabriels                  | Volksunie   | Hasselt-Tongeren-Maaseik  | |
| Herman Lauwers                 | Volksunie   | Antwerpen                 | |
| Nelly Maes                     | Volksunie   | Dendermonde-Sint-Niklaas  | |
| Jean-Pierre Pillaert           | Volksunie   | Roeselare-Tielt           | |
| Johan Sauwens                  | Volksunie   | Hasselt-Tongeren-Maaseik  | |
| Hugo Schiltz                   | Volksunie   | Antwerpen                 | Voorzitter van de Volksunie-fractie tot 9 mei 1988. |
| Paul Vangansbeke               | Volksunie   | Kortrijk-Ieper            | |
| Paul Van Grembergen            | Volksunie   | Gent-Eeklo                | Voorzitter van de Volksunie-fractie vanaf 26 mei 1988. |
| Luk Vanhorenbeek               | Volksunie   | Leuven                    | |
| Etienne Van Vaerenbergh        | Volksunie   | Brussel                   | Vervangt vanaf 2 mei 1990 de overleden Daan Vervaet. |
| Jozef Cuyvers                  | Agalev      | Oudenaarde-Aalst          | |
| Wilfried De Vlieghere          | Agalev      | Brussel                   | |
| Jos Geysels                    | Agalev      | Mechelen-Turnhout         | Voorzitter van de Agalev-fractie vanaf 18 oktober 1988. |
| Hugo Van Dienderen             | Agalev      | Antwerpen                 | |
| Wilfried Van Durme             | Agalev      | Gent-Eeklo                | |
| Mieke Vogels                   | Agalev      | Antwerpen                 | Voorzitter van de Agalev-fractie tot 17 oktober 1988. |
| Gerolf Annemans                | Vlaams Blok | Antwerpen                 | Voorzitter van de Vlaams Blok-fractie vanaf 23 juni 1989. |
| Filip Dewinter                 | Vlaams Blok | Antwerpen                 | |
| Frank Swaelen                  | CVP         | Antwerpen                 | |
| Herman Suykerbuyk              | CVP         | Antwerpen                 | Ondervoorzitter. |
| Ludo Dierickx                  | Agalev      | Antwerpen                 | |
| Isidore Egelmeers              | SP          | Antwerpen                 | Vervangt vanaf 24 januari 1990 Jos Wijninckx, die uit de nationale politiek stapt. |
| Marcel Schoeters               | SP          | Antwerpen                 | |
| Jos De Bremaeker               | SP          | Antwerpen                 | |
| Jacky Buchmann                 | PVV         | Antwerpen                 | |
| Jozef Bosmans                  | PVV         | Antwerpen                 | Van 10 november 1988 tot 25 januari 1989 voorzitter van de commissie Leefmilieu, Landinrichting en Natuurbehoud en vanaf 26 januari 1989 voorzitter van de commissie Leefmilieu en Natuurbehoud. |
| Wim Verreycken                 | Vlaams Blok | Antwerpen                 | Vervangt vanaf 17 oktober 1989 Karel Dillen, die lid wordt van het Europees Parlement. Dillen was voorzitter van de Vlaams Blok-fractie tot 22 juni 1989. |
| André De Beul                  | Volksunie   | Antwerpen                 | Vervangt vanaf 2 februari 1988 Oktaaf Meyntjens, die provinciaal senator in de Senaat wordt. De Beul is ondervoorzitter. |
| Guido Verhaegen                | CVP         | Mechelen-Turnhout         | Voorzitter van de CVP-fractie. |
| Robert Van Rompaey             | CVP         | Mechelen-Turnhout         | Voorzitter van de commissie Huisvesting en Stadsvernieuwing tot 25 januari 1989 en vanaf 26 januari 1989 voorzitter van de commissie Huisvesting, Ruimtelijke Ordening en Landinrichting. |
| Jos De Seranno                 | CVP         | Mechelen-Turnhout         | Voorzitter van de commissie Ruimtelijke Ordening tot 25 januari 1989 en voorzitter van de commissie Openbare Werken en Vervoer vanaf 26 januari 1989. |
| Jozef Van Eetvelt              | CVP         | Mechelen-Turnhout         | |
| Lydia Maximus                  | SP          | Mechelen-Turnhout         | Vervangt vanaf 13 november 1990 Hugo Adriaensens, die voltijds burgemeester van Willebroek wordt. |
| Arnold Van Aperen              | PVV         | Mechelen-Turnhout         | |
| Walter Luyten                  | Volksunie   | Mechelen-Turnhout         | |
| Jos Chabert                    | CVP         | Brussel                   | |
| Georges Cardoen                | CVP         | Brussel                   | |
| Mia Panneels-Van Baelen        | CVP         | Brussel                   | |
| Roger De Wulf                  | SP          | Brussel                   | |
| Robert Garcia                  | SP          | Brussel                   | |
| Jan Bascour                    | PVV         | Brussel                   | |
| Jef Valkeniers                 | Volksunie   | Brussel                   | |
| Gaston Geens                   | CVP         | Leuven                    | |
| Guido Janzegers                | Agalev      | Leuven                    | |
| André Schellens                | SP          | Leuven                    | Voorzitter van de commissie Onderwijs en Vorming vanaf 29 oktober 1990. |
| Mandus Verlinden               | PVV         | Leuven                    | Vervangt vanaf 28 mei 1991 de overleden Georges Sprockeels. |
| Willy Kuijpers                 | Volksunie   | Leuven                    | Vervangt vanaf 17 oktober 1989 Roger Blanpain, die uit ontevredenheid ontslag neemt. Blanpain was tot 25 januari 1989 voorzitter van de commissie Sport en Toerisme. |
| Firmin Aerts                   | CVP         | Hasselt-Tongeren-Maaseik  | |
| Lambert Kelchtermans           | CVP         | Hasselt-Tongeren-Maaseik  | Voorzitter van de commissie Binnenlandse Zaken en Taaldecreetgeving tot 25 januari 1989 en voorzitter van de commissie Binnenlandse Aangelegenheden en Openbaar Ambt vanaf 26 januari 1989. |
| Maurice Didden                 | CVP         | Hasselt-Tongeren-Maaseik  | |
| Guy Moens                      | SP          | Hasselt-Tongeren-Maaseik  | |
| Julien Dufaux                  | SP          | Hasselt-Tongeren-Maaseik  | Vervangt vanaf 14 februari 1989 de overleden Henri Knuts. |
| Alfons Op 't Eynde             | SP          | Hasselt-Tongeren-Maaseik  | |
| Eloi Vandersmissen             | PVV         | Hasselt-Tongeren-Maaseik  | Secretaris. |
| Jozef Van Bree                 | Volksunie   | Hasselt-Tongeren-Maaseik  | Vervangt vanaf 16 oktober 1990 de overleden Rik Vandekerckhove. |
| Adhémar Deneir                 | CVP         | Gent-Eeklo                | |
| Antoon Van Nevel               | CVP         | Gent-Eeklo                | |
| Eric Gryp                      | Agalev      | Gent-Eeklo                | |
| Willy Seeuws                   | SP          | Gent-Eeklo                | |
| Jean Pede                      | PVV         | Gent-Eeklo                | Tot 18 oktober 1988 parlementsvoorzitter, voorzitter van de commissie Samenwerking, de commissie Financiën en Begroting en de commissie Algemene Zaken, Reglement en Verzoekschriften en ondervoorzitter vanaf 18 oktober 1988.                                                                              |
| Bob Van Hooland                | Volksunie   | Gent-Eeklo                | |
| Etienne Cooreman               | CVP         | Dendermonde-Sint-Niklaas  | |
| Prosper Matthijs               | SP          | Dendermonde-Sint-Niklaas  | |
| Octaaf Van Den Broeck          | PVV         | Dendermonde-Sint-Niklaas  | |
| Walter Peeters                 | Volksunie   | Dendermonde-Sint-Niklaas  | Voorzitter van de commissie Welzijn en Gezondheid vanaf 26 januari 1989. |
| Paula D'Hondt                  | CVP         | Oudenaarde-Aalst          | |
| Elie Bockstal                  | CVP         | Oudenaarde-Aalst          | Voorzitter van de commissie Buitenlandse en Externe Aangelegenheden vanaf 26 januari 1989. |
| Herman De Loor                 | SP          | Oudenaarde-Aalst          | Ondervoorzitter van 26 mei tot 18 oktober 1988 en secretaris vanaf 18 oktober 1988. |
| Louis Waltniel                 | PVV         | Oudenaarde-Aalst          | |
| Johan Weyts                    | CVP         | Brugge                    | |
| Willem Content                 | SP          | Brugge                    | |
| Julien Vandermarliere          | PVV         | Brugge                    | |
| Paul Deprez                    | CVP         | Kortrijk-Ieper            | |
| Eric Pinoie                    | SP          | Kortrijk-Ieper            | |
| Jacques Laverge                | PVV         | Kortrijk-Ieper            | Voorzitter van de commissie Economie, Tewerkstelling en Energie. |
| Michel Capoen                  | Volksunie   | Kortrijk-Ieper            | |
| Roger Vannieuwenhuyze          | CVP         | Roeselare-Tielt           | |
| Robert Vanlerberghe            | SP          | Roeselare-Tielt           | |
| Maria Tyberghien-Vandenbussche | CVP         | Veurne-Diksmuide-Oostende | |
| Georges Mommerency             | SP          | Veurne-Diksmuide-Oostende | |